# Carva e Vilares
Carva e Vilares (llamada oficialmente União das Freguesias de Carva e Vilares) es una freguesia portuguesa del municipio de Murça, distrito de Vila Real.

## Historia
Fue creada el 28 de enero de 2013 en aplicación de una resolución de la Asamblea de la República de Portugal promulgada el 16 de enero de 2013 con la unión de las freguesias de Carva y Vilares, pasando su sede a estar situada en la antigua freguesia de Carva.

## Demografía
| Gráfica de evolución demográfica de Carva e Vilares entre 2011 y 2021 |
|                                                                       |
| Datos según el nomenclátor publicado por el INE portugués.            |